# Aqua (groupe)
Pour les articles homonymes, voir Aqua.
Aqua est un groupe d'eurodance et pop formé en 1989 à Copenhague. Le groupe est mondialement connu pour son tube Barbie Girl sorti en 1997. Avec plus de 35 millions de disques vendus, Aqua est l’un des groupes danois les plus populaires de l’histoire.

## Biographie

### Formation et débuts (1989–1995)
L’histoire commune du groupe Aqua remonte à 1989 lors de l'enregistrement de la bande originale du film Frække Frida og de frygtløse spioner (Vilaine Frida et les espions Intrépides). À l’époque, René travaillait aux Pays-Bas en tant que DJ d’un club, Søren et Claus, eux, étaient à leur début de carrière en tant que producteurs. Après l’enregistrement, les trois hommes décidèrent de travailler à nouveau ensemble pour un projet personnel futur.
C’est ainsi que naît le groupe Joyspeed. Claus Norreen et Søren Rasted se chargeraient de la production du groupe, René Dif serait le rappeur et Lene Grawford Nystrom, la chanteuse norvégienne recrutée par le groupe, serait la chanteuse principale. Ils signent un contrat avec une petite maison de disques suédoise en 1994 et sortirent leur premier single Itsy Bitsy Spider qui ne connaîtra pas le succès escompté. En 1996, le groupe change de nom pour Aqua et signe avec Universal Music.

### Succès international (1996–2002)
En 1996, Aqua sort le single Roses Are Red au Danemark, qui rencontre un succès local (top 10 danois, nomination aux Danish Award dans la catégorie Best Danish Dance Act et certifiée disque de platine). Le titre suivant, My Oh My, devient disque d'or en moins d’une semaine et ouvre les portes du marché européen.
Leur explosion mondiale survient en 1997 avec Barbie Girl, numéro 1 dans de nombreux pays. Le morceau entraîne un procès avec Mattel, finalement rejeté en 2002. Ironiquement, la marque utilisera plus tard la musique dans ses publicités. Aqua devient le groupe emblématique du bubblegum dance, avec près de 28 millions de disques vendus.
Le groupe se fait discret en 1999 pour préparer son deuxième album, Aquarius, qui adopte un style plus varié. Le single Cartoon Heroes connaît un grand succès, tandis que les suivants (Around the World, Bumble Bees, We Belong to the Sea) ont un impact plus modeste. Les deux derniers singles n'étaient pas sortis au Royaume-Uni en raison des mauvaises ventes d'Around the World sur ce territoire et Aqua décide de sortir Freaky Friday comme troisième single là-bas, début 2001, mais est annulé à la dernière minute pour des raisons non divulguées.
Aqua décide ensuite de se concentrer sur le travail de leur troisième album studio. Le 12 mai 2001, à Copenhague, Aqua assure l'entracte du 46e Concours Eurovision de la chanson en interprétant un medley de leurs chansons, accompagnée par Safri Duo. Quelques mois plus tard, le groupe présente quatre titres inédits lors de leur tournée Aquarius Tour (Here Comes the Birds, Hi-Fi, Shakin' Stevens (Is a Superstar) et Wow Wow Wow) destinés à un troisième album, finalement abandonné après leur séparation en juillet 2001. Cette rupture coïncide avec le mariage de Lene Nystrøm et Søren Rasted.
Après leur séparation, Aqua publie deux compilations : Cartoon Heroes : The Best Of Aqua et Remix Super Best, rassemblant leurs principaux titres et remixes.

### Carrières individuelles (2003–2006)
Après la séparation du groupe, les membres d’Aqua poursuivent chacun leur parcours artistique. En 2003, René Dif lance sa carrière solo avec le single Let It All Out (Push It), qui connaît un certain succès au Danemark. L’échec du suivant, Uhh Uhh Song, entraîne toutefois l’abandon de son album Uhh La La La. Il entame brièvement une carrière de joueur de rugby à Wellingborough en 2004 et joue dans plusieurs films danois (Den Gode Stromer, Inkasso, Pistoleros), recevant un Zulu Achievement Award la même année.
Lene Nystrøm publie en 2003 son album solo Play With Me, marqué par un virage pop-rock et R&B. Le single It's Your Duty atteint la 3ᵉ place des classements danois, mais l’album est peu remarqué en Norvège. Ses deux autres titres (Pretty Young Thing, Here We Go) passent inaperçus. Elle n’entame pas de second projet solo, mais participe à un concert caritatif pour les victimes du séisme et tsunami de 2004 dans l'océan Indien.
Søren Rasted se distingue comme le membre le plus actif : il produit l’album de Lene, puis sort le projet Lazyboy en 2004, dont l’album Lazyboy TV est salué par la critique. Le single Underwear Goes Inside the Pants entre dans le top 5 australien et reçoit un bon accueil international. En 2008, il crée le duo Hej Matematik avec son neveu Nikolaj Rasted qui rencontre un succès notable avec l’album Vi Burde Ses Noget Mere, notamment le single Centerpubben, auquel participent Lene, René et Claus.
Plus discret, Claus Norreen continue à travailler dans la musique, en particulier dans le remix sous le pseudonyme Danny Red.

### Réunion et retour sur scène (2006-2010)

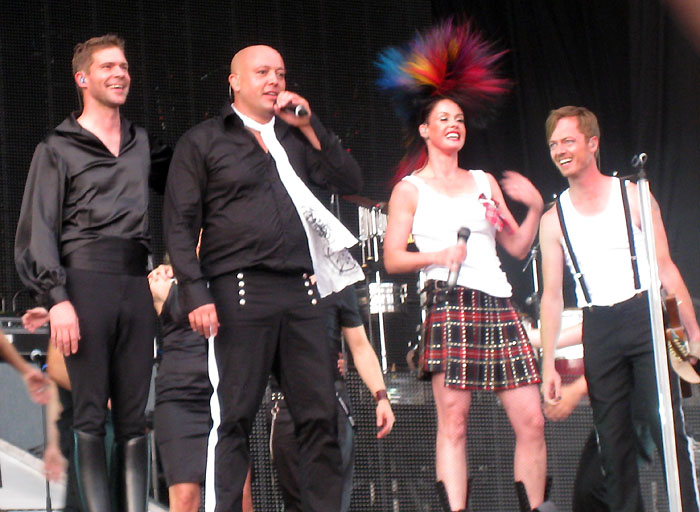
Aqua en concert en 2008.

Malgré leur séparation, Aqua reste populaire au milieu des années 2000. En 2004, le groupe reçoit un Zulu Award, confirmant son statut d’icône pop au Danemark. En 2005, les membres se retrouvent pour tourner Turn Back Time : The Documentary, un film retraçant leur parcours, publié en DVD en janvier 2006. Le documentaire rencontre un bon accueil critique et public, ravivant l’intérêt autour du groupe. Cette même année, la compilation Cartoon Heroes: The Best of Aqua'  est rééditée aux États-Unis, et le producteur Rob Mayth publie un album de remixes consacré à  Barbie Girl, preuve d’un engouement toujours présent.
Ce regain d’intérêt prépare le terrain pour une réunion officielle. En octobre 2007, Aqua annonce une tournée d’adieu au Danemark, intitulée Goodbye to the Circus Tour. Conçue comme une manière de clore symboliquement leur carrière, cette tournée vise à offrir une véritable tournée d’adieu à leurs fans, en contraste avec leur précédente tournée de 2001, interrompue brutalement en raison de leur séparation. Le succès de cette série de concerts confirme l’attachement du public à l’univers du groupe.
Fort de cet accueil, Aqua revient en juin 2009 avec Greatest Hits, une compilation incluant quatre titres inédits : Back to the 80's, My Mamma Said, Live Fast - Die Young et Spin Me A Christmas. Le single Back to the 80’s se classe numéro 1 au Danemark et est certifié disque de platine. Le groupe lance alors le Greatest Hits Tour, une tournée aux accents rétro, marquée par une esthétique inspirée du rock britannique. Aqua assure la promotion de ses nouveaux titres dans plusieurs pays européens, dont la Norvège, l’Allemagne, le Royaume-Uni et la France.
Le second single, My Mamma Said, sort en octobre 2009. Plus sombre, il aborde des tensions familiales et contraste avec le style habituel du groupe. Il atteint la 4ᵉ place des classements danois et est certifié disque d’or. Le dernier single, Spin Me a Christmas, sort en décembre 2009 et renoue avec l’humour caractéristique d’Aqua. Son clip parodie l’imagerie de Noël avec un Père Noël alcoolisé, et le titre est interprété en live lors d’un show télévisé danois.

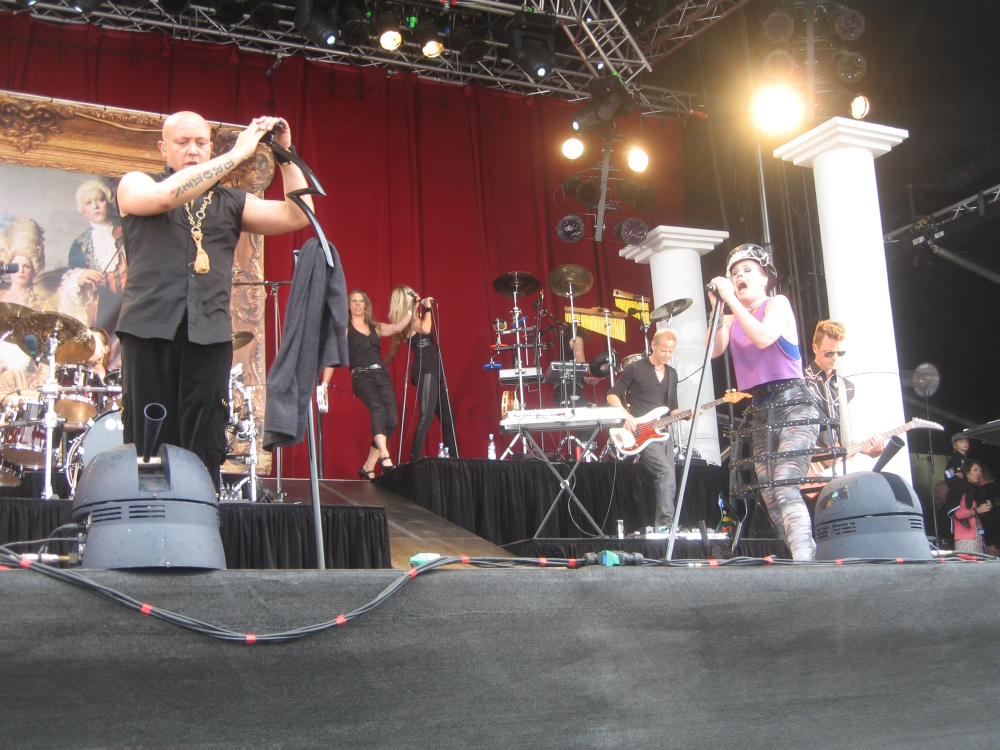
Aqua en concert en 2009.

En 2010, des tensions internes émergent. En mars, Lene Nystrøm et Søren Rasted divorcent après neuf ans de mariage. Peu après, Aqua met fin à sa collaboration avec son manager historique, Søren Broberg Johansen, après des pertes financières importantes liées à une mauvaise gestion des royalties. Il est remplacé par Niklas Anker, tandis que Søren Rasted et Claus Norreen reprennent le contrôle des actifs du groupe. La tournée Greatest Hits Tour se termine le 12 juin 2010 au festival Rock Under Broen au Danemark devant 15 000 spectateurs. Un DVD live de la tournée est publié avec la réédition de Greatest Hits.
Dans la foulée de ce retour réussi, Aqua annonce la préparation de son troisième album studio, le premier depuis près de dix ans.

### Megalomaniaet évolution artistique (2010–2012)
En 2010, Aqua commence l’enregistrement de son troisième album studio, Megalomania, avec l’objectif de proposer un son plus électropop et mature, marquant une rupture avec leur style bubblegum pop des débuts. Après plus d’un an de travail et l’enregistrement de nombreuses démos, l’album sort le 3 octobre 2011.
Le premier single, How R U Doin?, publié en mars 2011, atteint la 4ᵉ place des classements et obtient une certification or. Deux autres titres, Playmate to Jesus et Like a Robot, sortent en septembre de la même année. L’album débute à la 6ᵉ place des ventes au Danemark, grimpe à la 2ᵉ place, et est certifié or, bien qu’il quitte rapidement les classements. Il reçoit un accueil critique mitigé.
Entre 2011 et 2012, Aqua effectue le Megalomania Tour, une tournée en Europe de l’Est et en Australie, avec plusieurs concerts supplémentaires ajoutés en réponse à la demande du public. Le groupe apparaît également dans des émissions de télévision locales. À l’issue de cette tournée, le groupe entre de nouveau en pause, marquant sa seconde séparation.

### Seconde séparation (2013–2016)
À partir de 2013, les membres se consacrent à des projets individuels. Lene Nystrøm devient jurée dans The Voice Danemark, tandis que Søren Rasted relance son projet Hej Matematik et publie un nouvel EP en 2012. En 2013, Lene collabore avec Hej Matematik sur une reprise du titre S.O.S de Abba. En 2014, le groupe remonte brièvement sur scène pour une série de concerts en Russie, en Australie et en Nouvelle-Zélande.
En 2016, Lene incarne le personnage de Velma Von Tussle dans la version danoise de la comédie musicale Hairspray. Le 20 septembre de la même année, Claus Norreen déclare ne plus participer à de futures tournées d’Aqua et vouloir explorer de nouveaux horizons musicaux, tout en affirmant rester proche des autres membres, qu’il considère toujours comme sa famille.

### Retour sur scène en trio (2017 - 2022)
Après plusieurs années d’inactivité, Aqua annonce en septembre 2016 une tournée pour célébrer les 20 ans de leur tube Barbie Girl. Cette nouvelle phase marque également un changement important dans la formation : le groupe revient en trio, sans Claus Norreen. Celle-ci débute en avril 2017 par une série de dix concerts au Danemark, en Suède et en Norvège. Le groupe se produit également à Singapour le 25 novembre 2017.
Plusieurs sorties accompagnent cette tournée. Le 21 avril 2017, Aqua publie un EP de remixes inédits : Roses Are Red (Svenstrup & Vendelboe Remixes), suivi, le 23 avril, de rééditions limitées de l’album Aquarium et du single Barbie Girl à 5 000 exemplaires chacun et du single Barbie Girl, à l’occasion du Disquaire Day. Le 21 juillet, un nouvel EP de remixes du titre Around the World, single sorti initialement en 2000 est mis en ligne, suivi le 10 août de la sortie officielle du morceau Freaky Friday, initialement prévu en 2001 mais resté inédit jusqu’alors.
Le 29 mai 2018, Aqua annonce une nouvelle tournée nord-américaine intitulée The Rewind Tour, marquant leur retour au Canada vingt ans après leur dernière visite. En juin 2018, le groupe sort un single inédit intitulé Rookie dont le clip représente les backstages de la tournée.
Une nouvelle tournée, Life in Plastic Tour, était prévue pour 2020, mais est reportée en raison de la pandémie de Covid-19. Elle débute finalement le 6 août 2021 à Nissedal, en Norvège et se clôt le 29 octobre 2022 à Manchester, Royaume-Uni. Comptant 29 dates, elle couvre notamment la Norvège, le Danemark, le Canada, la Russie, l’Espagne, le Royaume-Uni et l’Italie.
En juillet 2021, Aqua publie une reprise de I Am What I Am à l’occasion de la Pride de Copenhague.

### Barbie, le film, Barbie World et tournée mondiale (Depuis 2023)
En 2023, Aqua a collaboré avec Nicki Minaj et Ice Spice pour la Barbie: The Album du film Barbie. La chanson a débuté à la septième place du Billboard Hot 100, devenant le deuxième single d'Aqua à entrer dans le Top 10, et le premier depuis Barbie Girl. Barbie World a également atteint le Top 5 du UK Singles Chart, la même semaine où Barbie Girl est revenue dans le Top 40 britannique pour la première fois en 25 ans,
Barbie World a débuté à la septième place du Billboard Hot 100 aux États-Unis, devenant le 23e succès de Nicki Minaj, le quatrième d'Ice Spice et le deuxième succès d'Aqua dans le top 10. Ailleurs, le single a également atteint le top 10 en Australie, Autriche, Canada, Danemark, Allemagne, Grèce, Luxembourg, Irlande, Nouvelle-Zélande, Norvège, Pologne, Afrique du Sud, Suède, Suisse et Royaume-Uni, le top 20 en Islande, Finlande, France et Hongrie, le top 30 en République tchèque et Lituanie, le top 40 en Belgique et Slovaquie et le top 50 au Portugal et en Italie.
À la suite du succès mondial du titre, le groupe lance une tournée de 66 dates à travers le monde dont 28 aux États-Unis, le Barbie World Tour.

## Membres

### Membres actuels
- Lene Grawford Nystrøm – chant (1994-2001, 2008-2012, depuis 2016)
- René Dif – chant (1994-2001, 2008-2012, depuis 2016)
- Søren Rasted – guitare (1994-2001, 2008-2012, depuis 2016)

### Ancien membre
- Claus Norreen - guitare (1994-2001, 2008-2012)

## Discographie
- 1997 : Aquarium
- 2000 : Aquarius
- 2011 : Megalomania

## Tournées
| Année(s)  | Nom                             | Dates   | Tournée internationale | Album soutenu                    |
| --------- | ------------------------------- | ------- | ---------------------- | -------------------------------- |
| 1997/1999 | Aqua World Tour                 | inconnu | Oui                    | Aquarium                         |
| 2001      | Aquarius Tour                   | 7       | Non                    | Aquarius                         |
| 2008      | Goodbye To The Circus Tour      | 8       | Non                    | Cartoon Heroes: The Best of Aqua |
| 2009/2010 | Greatest Hits Tour              | 17      | Oui                    | Greatest Hits                    |
| 2011/2012 | Megalomania Tour                | 38      | Oui                    | Megalomania                      |
| 2014      | Greatest Hits : Australian Tour | 7       | Oui                    | Greatest Hits                    |
| 2017      | We Love the 90's                | 12      | Oui                    | Tous                             |
| 2018/2019 | The Rewind Tour                 | 38      | Oui                    | Tous                             |
| 2022      | Life In Plastic Tour            | 29      | Oui                    | Tous                             |
| 2023/2024 | Barbie World Tour               | 66      | Oui                    | Tous                             |

## Récompenses
- 7 Danish Grammy Awards 1998 : succès de l'année pour Barbie Girl ; album pop de l'année pour Aquarium ; nouvel arrivant de l'année ; vidéo de l'année pour Barbie Girl ; groupe de l'année ; Peoples Choice Award ; P3 National Listeners Award
- 4 disques d'or : Australie (1), Allemagne (1), Hongrie (1), Brésil (1)
- 94 disques de platines : Afrique du Sud (2), Argentine (1), Australie (6), Belgique (1), Canada (10), Chili (1), Corée du Sud (1), Danemark (7), États-Unis (2), Finlande (1), France (1), Hong Kong (4), Indonésie (4), Italie (7), Japon (1), Malaisie (6), Norvège (4), Nouvelle-Zélande (6), Pays-Bas (1), Philippines (3), Pologne (1), Portugal (1), République tchèque (1), Royaume-Uni (1), Singapour (5), Suède (5), Suisse (1), Taïwan (3), Thaïlande (6), Venezuela (1)
- 1 Zulu Awards 2004

## Parodies et reprises
Une parodie de Barbie Girl est enregistrée par Ome Henk, dans un style imitatif du groupe allemand Rammstein ; une version plutôt jazz sur l'album collectif Signé racaille par Joseph Racaille où la mélodie de départ est bien mise en valeur ; une autre par Punk Covers (nom peut-être inexact) ; une du Festival Roblès, Mamie girl.
- En 2007, à l'occasion des 10 ans de Barbie Girl, Rob Mayth sort un album de remix handsup de Barbie Girl
- En 2008, le DJ YOI sort le maxi Hush The Red Roses, 4 titres modernisés du tube Roses Are Red sorti en 1996
- En 2009, Back to the 80's est parodié par le groupe Bye & Ronning qui transforme la chanson en Back to the 90's
- En 2010, l'artiste Ben l'Oncle Soul sort sa propre version soul de Barbie Girl
- En 2016, le rappeur français Jul reprend Barbie Girl en My World, extrait de la réédition de son quatrième album My World
- En 2018, l'artiste Ava Max sort sa propre version de Barbie Girl : Not Your Barbie Girl.
- En 2021, le rappeur français Booba reprend Barbie Girl en Ratpi World, extrait de son dixième album ULTRA
- En 2023, les chanteuses Nicki Minaj et Ice Spice réinterprétent Barbie Girl sous le titre Barbie World pour la bande originale du film : Barbie